# Marcus Thuram
Marcus Lilian Thuram-Ulien (ur. 6 sierpnia 1997 w Parmie) – francuski piłkarz występujący na pozycji napastnika we włoskim klubie Inter Mediolan oraz w reprezentacji Francji. Srebrny medalista Mistrzostw Świata 2022 i uczestnik Mistrzostw Europy 2020.

## Kariera klubowa
Marcus Thuram pierwsze piłkarskie kroki stawiał w Olympique de Neuilly. W 2012 roku trafił do młodzieżowego zespołu FC Sochaux-Montbéliard. 20 marca 2015 roku zadebiutował w seniorskiej drużynie w Ligue 2 w meczu przeciwko LB Châteauroux. W drużynie wystąpił 46 razy, zdobywając 1 bramkę. W 2017 roku przeniósł się do EA Guingamp. W tym klubie zadebiutował w Ligue 1. 9 stycznia 2019 zdobył zwycięską bramkę w ćwierćfinale Pucharu Francji, eliminując Paris Saint-Germain.  
W 2019 roku opuścił Francję. 22 lipca podpisał kontrakt z Borussią Mönchengladbach. Piłkarz kosztował 12 mln €. 9 sierpnia zadebiutował w drużynie w meczu Pucharu Niemiec z SV Sandhausen. W tym samym meczu strzelił bramkę. Pierwsze gole w Bundeslidze strzelił 22 września w meczu z Fortuną Düsseldorf, kompletując dublet. 27 października 2020 roku zdobył dwie bramki w starciu z Realem Madryt w Lidze Mistrzów.
1 lipca 2023 na zasadzie wolnego transferu przeniósł się do Interu Mediolan, z którym podpisał kontrakt ważny do czerwca 2028. 19 sierpnia zadebiutował w nowym klubie w meczu z Monzą (2:0). Pierwszą bramkę dla włoskiego klubu zdobył 3 września w wygranym 4:0 meczu z Fiorentiną, w którym zanotował także asystę przy golu Lautaro Martíneza. Tydzień później zdobył swoją pierwszą bramkę w Lidze Mistrzów w barwach Interu, trafiając przeciwko Benfice.

## Kariera reprezentacyjna
Marcus Thuram reprezentował wiele młodzieżowych reprezentacji Francji. Na Mistrzostwach Europy U-19 2016 zdobył z drużyną złoty medal. 
W seniorskiej kadrze zadebiutował 11 listopada 2020 w przegranym 0:2 towarzyskim meczu z Finlandią. 7 września 2023, w meczu eliminacji do Mistrzostw Europy 2024 z Irlandią (2:0), strzelił swoją pierwszą bramkę dla francuskiej drużyny narodowej.

## Statystyki

### Klubowe
| Sezon     | Klub                     | Kraj    | Rozgrywki  | Mecze | Gole |
| --------- | ------------------------ | ------- | ---------- | ----- | ---- |
| 2014/2015 | FC Sochaux-Montbéliard   | Francja | Ligue 2    | 1     | 0    |
| 2015/2016 | FC Sochaux-Montbéliard   | Francja | Ligue 2    | 15    | 0    |
| 2016/2017 | FC Sochaux-Montbéliard   | Francja | Ligue 2    | 21    | 1    |
| 2017/2018 | EA Guingamp              | Francja | Ligue 1    | 32    | 3    |
| 2018/2019 | EA Guingamp              | Francja | Ligue 1    | 32    | 9    |
| 2019/2020 | Borussia Mönchengladbach | Niemcy  | Bundesliga | 31    | 10   |
| 2020/2021 | Borussia Mönchengladbach | Niemcy  | Bundesliga | 29    | 8    |
| 2021/2022 | Borussia Mönchengladbach | Niemcy  | Bundesliga | 21    | 3    |
| 2022/2023 | Borussia Mönchengladbach | Niemcy  | Bundesliga | 28    | 13   |
| 2023/2024 | Inter Mediolan           | Włochy  | Serie A    | 35    | 13   |
| 2024/2025 | Inter Mediolan           | Włochy  | Serie A    | 32    | 14   |

### Reprezentacyjne
| 2020    | 3  | 0 |
| 2021    | 1  | 0 |
| 2022    | 5  | 0 |
| 2023    | 7  | 2 |
| 2024    | 13 | 0 |
| Ogólnie | 29 | 2 |

## Życie prywatne
Jego ojciec, Lilian, jest mistrzem świata z 1998, a wraz z 142 meczami był rekordzistą pod względem występów we francuskiej drużynie narodowej (rekord został pobity przez Hugo Llorisa w 2022). Thuram ma brata, Khéphrena, który również jest piłkarzem.